# Aya de Yopougon
Ne doit pas être confondu avec Aya de Yopougon (film).
Aya de Yopougon est une série de bandes dessinées écrite par Marguerite Abouet, illustrée par Clément Oubrerie et éditée à partir de 2005 par Gallimard dans la collection Bayou de Joann Sfar. La série a fait l'objet d'une adaptation en long-métrage d'animations par Autochenille Production, Aya de Yopougon, sorti en France le 17 juillet 2013. Après une pause de quelques années, de nouveaux tomes de la série sont publiés à partir de 2022.

## Synopsis
(novembre 2018).
L’intrigue se déroule à la fin des années 1970 à Yopougon, un quartier populaire d’Abidjan également surnommé «Yop City» en référence aux films américains. Le récit suit trois jeunes femmes âgées de dix-neuf ans: Aya, studieuse et déterminée à devenir médecin, et ses deux amies Adjoua et Bintou, davantage attirées par les sorties dans les maquis (restaurants-bars en plein air typiques de Côte d’Ivoire) et les relations amoureuses. Autour de ce trio gravitent de nombreux personnages aux parcours variés, reflétant avec humour et réalisme les dynamiques sociales, familiales et économiques de la Côte d’Ivoire urbaine de cette époque.

## Albums
(novembre 2018).
- Volume 1 (20 novembre 2005), prix du premier album au Festival d'Angoulême 2006
- Volume 2 (29 septembre 2006)
- Volume 3 (9 octobre 2007)
- Volume 4 (21 novembre 2008)
- Volume 5 (5 novembre 2009)
- Volume 6 (25 novembre 2010)
- Volume 7 (14 septembre 2022)
- Volume 8 (15 novembre 2023)

## Distribution

### Personnages principaux

#### Aya et sa famille
- Aya : jeune femme déterminée à devenir médecin. Elle est présentée comme étant féministe et sa beauté n'échappe à aucun homme. Cependant, elle ne souhaite pas s'engager dans une relation amoureuse, car elle préfère privilégier ses études. Sa tendance à vouloir régler les problèmes de ses connaissances lui vaut quelques brouilles. Malgré son intention de vouloir bien faire, il lui est souvent reproché d'être une « donneuse de leçons ».
- Ignace : le père d'Aya. Un peu bourru, ce directeur commercial de la marque de boisson Solibra mène plusieurs vies, entre Abidjan et Yamoussoukro. Il a par ailleurs deux autres enfants, fruits d'une relation adultère avec sa secrétaire Jeanne.
- Fanta : la mère d'Aya. Elle finit notamment par découvrir l’infidélité de son mari.
- Fofana et Akissi : Le frère et la sœur d'Aya.
- Félicité : la bonne. Elle a 23 ans et elle est d'une grande timidité. Elle se retrouve égérie d'une publicité pour des cosmétiques après avoir gagné la troisième place du concours Miss Yopougon.

### Bintou et sa famille
- Bintou : cette amie d'Aya au fort caractère, véritable "ambianceuse", multiplie les conquêtes masculines désastreuses, dont Moussa fait partie.
- Koffi : le père de Bintou, et ami de Hyacinthe et d'Ignace. Il est le chef de famille.
- Alphonsine : La femme de Koffi et la mère de Bintou. C'est une femme forte qui ne se laisse pas dominer par Koffi.
- Hervé : le cousin de Bintou. Il est vendu par son père à la mort de sa mère. Après une enfance malheureuse, ce jeune homme analphabète, timide et discret se découvre des talents de mécanicien. Il a le béguin pour Aya, mais cette dernière le considère comme un frère. La timidité d'Hervé est un point commun avec Félicité. Grâce à Aya, ils forment un couple.

### Famille Sissoko
- Bonaventure : grand patron de la société Solibra, une bière locale. Imbu de sa personne à cause de sa fortune et de sa puissance, son fils Moussa le désespère.
- Simone : méprisante envers les pauvres paysans, elle est une véritable mère poule pour son fils Moussa.
- Moussa : fils de riche, il ne fait pas grand chose de sa vie, ce qui lui vaut les foudres de son père. Il passe son temps à boire ou à chercher des filles, sans succès. Il est notamment sorti avec Bintou, et a couché en secret avec Adjoua. À la suite d'un déjeuner d'affaires en compagnie d'Ignace, il fait la connaissance d'Aya pour qui il aura un petit coup de cœur, mais qui n'est pas réciproque. Aya connait la réputation de Moussa et le trouve bien trop beau parleur. Moussa s'enfuira du foyer familial avec l'argent de son père qu'il va dilapider en œuvres caritatives (construction de maternités, de puits...). Ses parents finissent par le retrouver chef d'un petit village. Son père le fait enfermer à la Maison d'arrêt et de correction d'Abidjan. À sa sortie, le gouvernement ivoirien lui remet une médaille du mérite pour ses bonnes actions.

### Adjoua et sa famille
- Adjoua : amie d'Aya, gentille, mais un peu simple d'esprit. Elle se retrouve mère de Bobby qu'elle conçoit avec Mamadou, à la suite d'une liaison. Elle fait d'abord passer Moussa pour le père de son enfant, afin de jouir de sa richesse, mais son père Hyacinthe découvre la supercherie en menant sa propre enquête.
- Albert : le frère d'Adjoua. Peu souriant, peu agréable, il passe son temps chez lui. Il nargue Adjoua à toute occasion, lui reprochant de trop chercher les garçons. Il cache un secret : son homosexualité. Il entretient une liaison secrète avec Innocent, le coiffeur.
- Hyacinthe et Korotoumou : les parents. Hyacinthe tient un journal à tabloïd : Calamité Matin. Ami de Koffi et d'Ignace, Hyacinthe est le plus âgé des trois et s'énerve très vite pour un rien. Korotoumou, alias Koro, est la mère d'Adjoua.

### Personnages secondaires
- Mamadou : un très beau jeune homme, que rencontrent Adjoua et Bintou au Ça va chauffer. Il devient l'ami des filles, mais Aya se méfie de lui. Cependant, il est beaucoup plus intime avec Adjoua. Cette dernière tombe accidentellement enceinte et constate que cet enfant ressemble trait pour trait à Mamadou. Connaissant le statut social de Mamadou (issu d'une famille de classe moyenne), elle tente de faire croire à tous que le père de son enfant est Moussa (relation secrète que Bintou a découvert et qui lui a fortement déplu). Adjoua sait que Moussa est issu d'une famille richissime. Grâce à Hyacinthe, le père d'Adjoua, on retrouve le véritable père, qui est Mamadou. Ce dernier réalise avec beaucoup de difficulté qu'il doit assumer son rôle de père. Il va, par ailleurs, travailler dans la mécanique en équipe avec Hervé.
- Yao : le meilleur ami de Moussa, apparemment en grande difficulté quand il s'agit de sortir avec une fille. Il est un peu plus mûr que Moussa et est serveur dans un bar (ou un maquis).
- Jeanne : la secrétaire et la maîtresse d'Ignace. Cette jeune femme, d'une trentaine d'années, a succombé aux charmes du directeur commercial et le regrette très vite, à ses dépens… Ils ont deux enfants ensemble, Pamela et Ray (ils ont presque le même âge que Fofana et Akissi). Un jour, agacée d'être mise sur la touche, elle crée le chaos entre Fanta et Ignace en décidant d'amener ses enfants chez eux. Aya en est bouleversée.
- Innocent : il apparaît à partir du tome 3. C'est le coiffeur pour femmes de Yop City. Homosexuel caché, il a une liaison avec Albert, et veut pouvoir assumer son identité au grand jour. Il décide de partir pour la France.
- Grégoire : grand gaillard, beau garçon et beau parleur à la fois, Grégoire est un grand séducteur. Revenu de France, il s'amuse à dépenser l'argent qu'il a gagné là-bas, comme s'il était un riche homme d'affaires, dans l'unique but de s'amuser et draguer les filles. Il fréquente Bintou, qui tombe amoureuse de lui, mais il est en réalité le petit-ami de Rita. Cette dernière ignore qu'il la trompe avec sa copine d'enfance. Bien des ennuis vont s'accumuler pour ce garçon, si bien qu'il finit en prison. Il se déguise en prêtre pour arnaquer les gens et s'enrichir impunément. Il est sous-entendu qu'il est le fils illégitime de Bonaventure Sissoko.
- Philomène : la mère de Grégoire. Elle fut, à l'époque, la bonne de la famille Sissoko Sr lorsqu'elle travaillait pour le père de Bonaventure. Elle était la maîtresse du riche fondateur de la Solibra. Comme Bonaventure, son fils Grégoire la désespère.
- Rita : elle apparaît dans le tome 2. C'est une amie d'enfance d'Aya, Bintou et Adjoua. Revenue de France pour problèmes d'acclimatation, elle retourne à Yopougon, devenue une jolie jeune fille, comme Bintou. Gentille au début de la série, son personnage évolue négativement. Elle sait qu'elle est jolie et elle en joue. D'abord en couple avec Grégoire, sans se douter que ce dernier sortait avec Bintou, elle finit par le quitter. Elle décide alors de séduire Hervé afin de le manipuler.
- Zékinan : il apparaît à partir du tome 4. C'est le père de Félicité. Il a jadis vendu sa fille de 3 ans à Ignace. Lorsqu'il découvre par l'un de ses amis que Félicité a été la star de la publicité Bellivoire, il le prend comme une trahison. Croyant qu'elle est devenue riche grâce à cette publicité, il décide de la récupérer afin de profiter de sa fortune, ignorant qu'il n'en est rien.

## Résumé des albums

### Volume 1
L'histoire commence dans un quartier de Yopougon, avec trois meilleures amies : Aya, Bintou, Adjoua.
Bintou, la plus coquette des trois, caractérielle et superficielle, aime s'éclater en soirée et faire tourner la tête des garçons.
Adjoua, un peu étourdie et parfois influencée par Bintou, a des rapports conflictuels avec son frère Albert.
Aya, l'héroïne, est plus mature, plus protectrice, et se consacre à ses études. C'est une ambitieuse qui souhaite devenir médecin. Son père Ignace n'est pas de cet avis, il considère que sa fille devrait se préoccuper de se trouver un mari fortuné.
Bintou, lors de ses nombreuses rencontres, fricote avec Moussa, un gosse de riche pas très beau, mais très attirant… pour son argent bien sûr ! Adjoua n'est pas en reste, elle fait la connaissance de Mamadou, un très beau jeune homme ; s'il nous semble qu'il sympathise d'abord avec Bintou, il est bien plus intime avec Adjoua. Aya n'apprécie pas ce garçon, c'est le genre de garçon qui n'a envie que d'une chose… ! Bintou se voit privée de sorties après avoir dansé avec Hyacinthe, le père d'Adjoua. Son père, Koffi, qui était dans la même soirée avec une fille de l'âge de sa fille, a surpris cette dernière avec Hyacinthe, son meilleur ami. Ils se battent et Bintou est punie : Koffi charge Hervé, son neveu et le cousin de Bintou, de la surveiller de près et de loin.
Hervé est analphabète, nonchalant et timide. Il a un faible pour Aya et aimerait sortir avec elle. Bintou l'influence sur ce plan et en profite pour retrouver sa liberté.
Quand elle apprend que Moussa est le fils du grand patron de la Solibra, Bonaventure Sissoko, Bintou le charme et couche avec ce médiocre garçon. Ignace travaille pour Bonaventure Sissoko à la Solibra en tant qu'assistant directeur et part souvent en voyages d'affaires. Sa femme Fanta se méfie de ces fameux voyages, soupçonnant Ignace d'admirer des petites/jeunes filles vendeuses de rue.
On découvre par la suite que Moussa a eu une relation intime également avec… Adjoua ! Cette dernière découvre qu'elle est enceinte, elle est allée voir la maman d'Aya, Fanta, pour en avoir le cœur net, croyant qu'elle était atteinte du palu. Fanta ausculte Adjoua et lui annonce la vérité, elle est enceinte. Terrorisée par cette "accidentelle" nouvelle, elle cherche à tout prix à avorter, mais elle manque d'argent. Elle décide de faire passer Moussa pour le père de son bébé. Ébranlé par la nouvelle, Moussa l'annonce avec difficulté à ses parents. Le père Sissoko, Bonaventure le prend très mal, si mal qu'il bat son fils et afin d'éviter le scandale que Hyacinthe pourrait provoquer puisqu'il est journaliste à Calamité Matin (et officiellement grand-père), le couple Sissoko organise à contrecœur (et surtout à prix très bas) le mariage forcé d'Adjoua et Moussa.
Par ailleurs, Aya convainc Hervé de se trouver un travail où il se sentirait dans son élément, et il se découvre un don pour la mécanique. Elle l'incite aussi à sortir avec Félicité, dont le comportement timide et réservé est proche du sien. Félicité, qui est un peu plus âgée qu'Aya est engagée comme bonne chez cette dernière, tisse des liens profonds avec toute la famille. À la fin de ce premier tome, Adjoua accouche d'un garçon. Simone la mère de Moussa a des doutes sur la paternité du bébé, Bobby. On ignore que le véritable père du bébé d'Adjoua est…

### Volume 2
On connaît maintenant l’identité du père de Bobby : Mamadou. Hyacinthe, sous la pression de Bonaventure Sissoko, le père de Moussa, mène l’enquête et repère par hasard Mamadou alors qu’il discutait au maquis avec Koffi et Ignace. Il le prend en photo et compare avec la photo de Bobby. Adjoua est effondrée, car elle sait qu’elle ne peut pas compter sur Mamadou qui n’assume pas ses responsabilités.
Quant à son « mariage » avec Moussa, il est annulé.
Sous la pression de son père et de Hyacinthe, Mamadou fait face à ses responsabilités et rejoint Hervé pour un emploi dans le garage. Hervé, qui excelle dans son travail de mécanicien, doit apprendre à lire et à écrire, il demande à Aya de l’aider. Bintou a un nouveau copain, Grégoire, un jeune homme de 25 ans, fraichement débarqué de Paris. Elle en tombe amoureuse, mais ignore que Grégoire n’est pas digne de confiance. En effet, il dépense tout l’argent gagné en France dans un hôtel 4 étoiles, qu’il finira par quitter pour retourner chez sa mère. On découvre par la suite qu’il fréquente une autre fille.
Chez les Sissoko, l’ambiance est peu joyeuse : Moussa est contraint par son père de travailler à la Solibra, et se fait rabaisser à longueur de journée. Un nouveau personnage apparaît, Gervais, le bras droit de Bonaventure. Albert, le frère aîné d’Adjoua, est plus présent. Depuis quelque temps, il sort le soir pour retrouver sa compagne. On ignore de qui il s’agit. Adjoua nargue Albert à ce sujet, ce qui le braque.
L’élection de Miss Yopougon approche à grands pas. Si on sait qu’Adjoua et Bintou souhaitent y participer, Aya en revanche n’est pas intéressée, mais veut motiver Félicité, car malgré sa timidité, Féli reste une très jolie fille. Un nouveau personnage venu de France, Rita, va également participer à ce concours.
Ça sent mauvais pour Ignace : au boulot, il est d'abord envoyé à Yamoussoukro pour une affaire, mais se voit ensuite contraint d'abandonner son poste par manque de budget. Il devra également renvoyer sa secrétaire personnelle (qui est aussi un nouveau personnage) Jeanne. Lors du voyage d'Ignace à Yamoussoukro, on la découvre pour la première fois. Elle fait la connaissance d'Aya qui accompagnait son père pendant le voyage. La relation d'Aya et d'Ignace (père-fille) a toujours été conflictuelle, en effet, Ignace reproche à sa fille d'avoir trop de sollicitude d'indépendance (elle souhaite être médecin, ce qui ne plaît pas à son père qui estime qu'elle n'a pas sa place dans le monde du travail, mais en tant que femme au foyer).
Un autre intrigue tombe en fin du tome 2 : Jeanne débarque de Yamoussoukro à Yopougon chez Aya, avec deux enfants. Quelle n'est pas la surprise de la famille (surtout Fanta) de découvrir que ces enfants sont ceux de Ignace !
Qu'en sera-t-il de la famille d'Aya ? Pourquoi Jeanne a-t-elle décidé de mettre le chaos et d'exposer l'infidélité d'Ignace publiquement ? Affaire à suivre.

### Volume 3
Ce nouveau tome commence par un grand chamboulement chez la famille d'Aya. Précédemment, dans le tome 2, Jeanne, la secrétaire et maîtresse d'Ignace, débarque chez lui, accompagnée de deux enfants (Pamela & Ray) et veut qu'Ignace assume enfin ses erreurs. Aya en est bouleversée, Fanta également, et Félicité s'imagine qu'elle va devoir quitter la famille ! Fanta, très en colère contre son mari qui a eu une aventure à l'extérieur, et qui, en plus, a des enfants en dehors d'Aya, d'Akissi et de Fofana, décide de quitter temporairement le domicile conjugal.
Bintou et Adjoua ne prennent pas au sérieux le désarroi d'Aya concernant son père, elles sont "habituées" à ce genre d'événements. Elles sont surtout excitées à l'idée de participer à l'élection de Miss Yopougon. Aya les entraîne, malgré le fait qu'elle soit très agacée par leur enthousiasme futile. Rita et Félicité vont y participer également.
Un nouveau personnage apparaît dans ce tome : il s'agit d'un coiffeur, assez cool, mais atypique, Innocent (sa silhouette ressemble à celle de Michael Jackson). Ses manières de bcbg plaisent aux filles. À l'élection de Miss Yopougon, ni Bintou, ni Adjoua, ni Rita ne parviennent à aller jusqu'au bout du concours, seule Félicité reste parmi les 5 finalistes, finit troisième dans le classement et reçoit un prix. Quelque temps plus tard, une production télévisuelle l'appelle pour faire de la publicité en cosmétique.
Moussa vit toujours un calvaire : son père le méprise toujours autant, à la maison comme au travail. Il décide de se venger, vole de l'argent dans le coffre familial et quitte la maison.
Grégoire vit maintenant chez sa mère, qui ne cautionne pas le comportement de son fils. Depuis qu'il a quitté la France, il ne fait rien de ses journées, sauf gaspiller son argent et sortir avec plusieurs copines en même temps. Il subit un sort similaire à celui de Moussa : sa mère le méprise, au point de le chasser de la maison.
Quant à Albert, qui fait la fierté de son père Hyacinthe, il cache son homosexualité par peur des réactions de son entourage. Son petit ami, Innocent, ne souhaite plus vivre caché et veut assumer leur relation aux yeux de tous. Par la suite, il émet le souhait de quitter la Côte d'Ivoire pour la France afin de mieux vivre son homosexualité. Félicité a découvert le couple Albert/Innocent en pleine intimité et en est terrifiée, elle va en informer Aya, cette dernière en discute avec Innocent ; si ce dernier refuse au début de le lui avouer pour le reconnaître ensuite, elle reste compréhensive et n'a même pas peur de cette découverte.
Adjoua veut ouvrir un maquis, afin de mieux subvenir aux besoins de Bobby, son fils. À noter que Mamadou est toujours de la partie sur ce point (il travaille toujours avec Hervé). Hervé vient au secours d'Adjoua, comme il gagne bien son pain en tant que garagiste, il est en mesure de l'aider à ouvrir ce maquis. Ils deviennent partenaires.
Rien ne va plus du côté de Bintou :
- Koffi, son père, veut épouser une deuxième femme, qui plus est, une jeune fille du même âge que Bintou, et l'amie d'enfance de cette dernière, Rita ! Et sous la pression de Fortuné, le père de la "victime", ce qui vaut les foudres d'Alphonsine, la mère de Bintou et femme de Koffi. Avec l’aide de ses amies, Koro, la mère d’Adjoua, Fanta, et Assaïtou, la mère de Rita, Alphonsine empêchera que ce « mariage » se produise, au grand dam de Koffi et Fortuné qui sont contraints d’abandonner la lutte comme leurs femmes.
- Elle a la très mauvaise surprise d’apprendre que son petit-ami Grégoire la trompe avec Rita. Alors qu’elle était sur le point de partir à Paris avec lui, lors d’une soirée nocturne avec Aya, cette dernière lui avoue la vérité : Hervé et elle l’ont surpris dans un maquis de quartier. Bintou le prend très mal et s’ensuit une violente dispute entre les deux copines. Le lendemain, Bintou va voir Rita pour en avoir le cœur net, Rita finit par lui dire que Grégoire est effectivement son petit ami (tout en ignorant qu’il a été celui de Bintou !)

Toute confuse, Bintou vient s’excuser auprès d’Aya et se fait à l’idée désormais que tous les mecs ne sont pas parfaits. A la fin du tome, elle ouvre un cabinet et devient conseillère amoureuse, une Docteur love en quelque sorte… Une nouvelle ère commence pour Aya, l’année de la fac.

### Volume 4
Les chamboulements se perpétuent pour les héros : Innocent a quitté Yop City pour Paris, lui qui pensait qu’en France sa vie serait meilleure, mais tombe de haut lorsqu'il se retrouve face à la réalité ; son cousin Célestin le rejette pour ne pas s’occuper d’une « charge en plus » à cause de sa femme européenne. Innocent trouve difficilement ses marques, il trouve refuge dans un foyer pour immigrés. Si au début l’accueil est plutôt sympa, le séjour prend un tournant : en voulant imposer son style auprès de ses compatriotes féminines, il engendre l’agacement de ses camarades masculins, qui décident de le faire sortir de ce foyer. Mais notez qu’entre-temps, avec l’aide d’une de ses comparses, il trouve un emploi en tant que coiffeur, sa spécialité. Après son renvoi du foyer, son patron lui dégote une chambre de service miteuse.
Un soir, en rentrant du travail, Innocent est témoin d’une scène de violence : deux hommes cagoulés battent un jeune homme, Innocent vient à la rescousse. La victime, qui s’appelle Sébastien, l’invite chez lui pour le remercier, Innocent découvre que ce jeune homme est gay comme lui !
Revenons à Yop City : Moussa a disparu. Simone, sa mère, est désemparée et Bonaventure le fait rechercher par la police ; si des indices montrent que Moussa a signé son passage, il reste toujours introuvable.
Hervé et Mamadou veulent faire plus de recettes. Mamadou se charge de faire du porte-à-porte pour faire connaître le garage. Parmi ses quêtes, il tombe dans une villa où une femme d’une trentaine d’années accepte d’être un nouveau client pour la boîte, en contrepartie d’une « proposition étonnante ». C’est ainsi que Mamadou parvient à faire gagner beaucoup d’argent au garage et réussit à subvenir davantage aux besoins de Bobby, le fils qu’il élève avec Adjoua. Ce dernier en profitera pour se remettre avec elle, mais Adjoua reste très méfiante. Son maquis connaît cependant un franc succès.
Après une dispute, Rita et Grégoire se séparent. Parallèlement, depuis que Félicité est l’égérie de la pub Bell ivoire, Hervé estime qu’il n’a plus rien à faire avec elle. Il en fait part à Aya qui le prend très mal. Piqué au vif, il se lamente, mais trouve du réconfort auprès de Rita. Cette relation Hervé/Rita est malsaine et fait du bruit autour d’eux : tout le monde sait que Rita est arrogante et prétentieuse, alors qu’Hervé est légèrement limité et influençable…
Bintou a ouvert son business en tant que « Docteur Love ».
Un énorme tournant négatif va bouleverser la vie d’Aya : à l’université où elle étudie, son professeur de biologie lui propose des cours de soutien, ce qu’elle accepte, loin de se douter que la motivation de ce professeur voulant du « bien » à son élève est bien trouble : il se sert de la couverture d’aide aux devoirs pour pouvoir coucher avec elle ! Face à cette situation, elle repousse les avances de son professeur, il s’en prend à elle avec virulence et tente de la violer. Aya réussit à s’échapper, mais, trop honteuse de cet incident, elle le cache à ses parents et n’informe que Félicité, Adjoua et Bintou. Bintou, qui lui est redevable à cause de l’infidélité de Grégoire, décide de l’aider à se venger.
Chez les adultes, Gervais veut présenter Jeanne, sa nouvelle femme, à sa mère ; or, sa mère est une femme très froide, exécrable et fait vivre un enfer à son fils.
Ignace et Fanta, qui essayent de sauver leur couple, doivent faire face à un autre problème : Zékinan, le père de Félicité, découvre que sa fille est en affiche partout dans les coins de rues. Son cousin éloigné Papou lui fait croire que Félicité est devenue riche et Zékinan décide de récupérer sa fille. Ignace et Fanta veulent régler ce malentendu à l’amiable, mais à la fin du tome, Félicité est emmenée de force chez son père, Zékinan ayant fait appel au chef du village pour obtenir gain de cause. En l’absence d’Ignace, Fanta reste impuissante et assiste tristement à la scène. Akissi, la sœur d’Aya, pleure sa sœur adoptive.
Le professeur de biologie harcèle verbalement et psychologiquement Aya en plein cours (à la suite de sa tentative de viol). Grâce à Bintou, Aya poursuit sa vengeance en silence contre son prof, et quelle n’est pas sa surprise de découvrir de ses propres yeux que non seulement son prof est riche et vit dans une villa, mais qu’en plus la femme de ce dernier entretient une liaison avec Mamadou.

### Volume 5
Aya a découvert Mamadou avec une trentenaire riche : il s’agit de la femme du professeur de biologie (et agresseur) d’Aya. En partant, elle est percutée accidentellement par une voiture. La personne au volant est un jeune homme, Didier, qui a à peu près le même âge qu’Aya. Après que Didier ait déposé Aya chez elle, elle apprend par sa petite sœur Akissi que Félicité s’est fait « enlever » par son père Zékinan ; sans demander l'avis de personne et avec l'aide de Bintou, elle compte bien récupérer sa sœur de cœur !
Mamadou veut se racheter auprès d'Adjoua : il lui avoue qu'il l'aime et veut entamer une relation sérieuse avec elle. Adjoua admet qu'elle en a envie aussi, cependant, elle ignore que Mamadou profite de la "richesse" de sa cliente cougar. Aya veut mettre en garde Mamadou sur ce détail, elle lui fait comprendre qu'Adjoua l'aime sincèrement et veut pouvoir lui faire confiance.
Aya cherche toujours à se venger de son professeur. Au fil des jours, elle découvre qu'une autre élève et camarade de classe s'est fait battre par ce même prof : elle voulait également remonter ses notes et ne se doutait pas non plus de la supercherie. Mais elle n'ose pas le dénoncer, car il fait pression sur elle, alors elle subit ; Aya veut la solliciter et l'encourager à participer à sa vengeance.
En France, Innocent s'habitue de plus en plus à sa nouvelle vie, avec quelques aléas… Sébastien, son nouvel ami, l'invite à vivre avec lui en tant que colocataire. Innocent perd son emploi dans le salon de coiffure où il travaillait illégalement, ce qui ne l'arrange pas pour ses papiers : il est impératif pour lui d'obtenir un visa… il fera la connaissance des parents de Sébastien, et d'une amie de ce dernier, une lesbienne assumée.
Grégoire ne s'est pas assagi, il se fait passer pour un pasteur et profite de l'argent de la quête pour la dilapider. Personne ne se rend compte de la supercherie, jusqu'au jour où Bintou accompagne sa mère à cette même église. Elle est stupéfaite de le voir ! Voudra-t-elle se venger ?
Albert, en voulant cacher son homosexualité, fait croire à sa famille qu'il fréquente quelqu'un, une villageoise pure et dure, Isidorine. Or, cette fille ne fait pas l'unanimité, elle n'est pas jolie à regarder, et est habillée de façon trop "négligée". Si Adjoua arrive à l'accepter dans la famille, ce n'est pas le cas des parents, Koro essaie de faire bonne figure, mais est visiblement déçue, et Hyacinthe est tout simplement furieux : il sent qu'Albert cache quelque chose, il décide donc de mener son enquête.
Rita qui est censée être en couple avec Hervé, joue de ses charmes auprès de Mamadou. Hervé a complètement changé d'attitude grâce à cette peste de Rita, il s'habille classe, il est devenu prétentieux, agressif et snob. Aya l'a remarqué et le déplore : pour cause, elle éprouve du mépris pour Rita et tente de faire changer Hervé, sans succès ! Jusqu'au jour où ce dernier surprend Rita en train de sortir d'une voiture en compagnie de Grégoire. Pris de conscience, il décide de rejoindre Aya et Bintou pour libérer Félicité.
La maman de Gervais mène la vie dure à Jeanne et à ses enfants.
Et on a retrouvé Moussa ! Moussa que l'on a surnommé l'américain car il a fait preuve de charité dans un village de la Côte d'Ivoire, tous les villageois ne jurent que par lui. Moussa s'apprêtait même à épouser les deux filles du chef…
Plan voué à l'échec : Simone et Bonaventure l'ont retrouvé !

### Volume 6
De plus en plus de surprises :
Grégoire le faux pasteur s'est fait démasquer par Bintou, il a dû rembourser ses clients de l'église qu'il avait volés et a été aussitôt mis en prison, au pénitencier de la M.A.C.A.
Moussa qui a été retrouvé par ses parents dans un village, se retrouve également derrière les barreaux, son sort a été décidé par Bonaventure son père ; Moussa a dilapidé la moitié de l'argent de son père pour de bonnes œuvres ; Simone sa mère va tout faire pour que son mari fasse preuve de clémence envers leur fils.
Aya et Didier sont de plus en plus proches, pour la première fois Aya apprécie la compagnie d'un garçon qui lui plait. Un soir, Didier décide de présenter Aya à ses parents (Aya l'a fait de son côté dans le tome précédent) cependant la rencontre va tourner au drame : le parrain de Didier qui a été invité, n'est autre que le violent prof de biologie d'Aya, cette dernière s'enfuit de la soirée ! Le lendemain elle souffre de surmenage qui se transforme en palu, elle est emmenée à l'hôpital. Bintou et Adjoua volent aux secours de leur amie, elles réunissent des preuves contre ce professeur douteux avant d'aller vivement solliciter l'aide de Didier afin d'en finir avec cette histoire dramatique. Le professeur finira enfin par être arrêté, après avoir tenté de brutaliser Affoué de nouveau ; Affoué avait accepté d'aider la police et les amies d'Aya à le coincer.
Pris de remords à cause de l'état de santé d’Aya, Ignace souhaite faire épouser sa fille à Albert, parallèlement Hyacinthe croyant qu’Albert et Aya sont intimes après les avoir surpris en pleine dispute, ignore qu'Albert son fils qui fait sa fierté est homosexuel.
La raison pour laquelle Aya et Albert ont été vus ensemble est qu’Aya voulait aider Albert à faire le bon choix dans sa détresse amoureuse. Albert ayant rejeté son aide avec virulence, a été plus tard pris de conscience et a décidé de rompre sans ménagement avec Isidorine.
Pour revenir à Ignace et à sa prise de conscience qui se perpétue, il présente ses excuses à Gervais pour lui avoir rendu la vie dure, car à la base Gervais était amoureux de Jeanne (et l'est toujours) mais Ignace voulait prendre le contrôle, il a jadis été jaloux de Gervais ; Gervais avait le plus grand poste à la Solibra, ce qui n'avait pas plu du tout à Ignace.
Le jour arrive quand Hyacinthe apprend la vérité concernant son fils, il est terrifié et manque de faire une crise cardiaque.
Hervé, qui fait tourner son garage avec toujours autant de bénéfice, est au courant de la triste besogne de Mamadou et souhaite l'aider. Mamadou est fermement décidé à mettre un terme à son "histoire" avec sa cougar de maîtresse, afin de vivre au grand jour sa relation avec Adjoua et s'occuper de leur fils Bobby. Pour ce faire, Hervé lui accorde un prêt, Mamadou est fou de joie.
À la M.A.C.A., Grégoire et Moussa se retrouvent dans la même cellule, et Moussa ne tarde pas à se retrouver sous l'influence de Grégoire. En lui rendant visite, Bonaventure se rend compte que la mère de Grégoire est une ancienne domestique de sa famille, licenciée en raison d'une grossesse illégitime dont Bonaventure était à l'origine. Les dates concordent, Grégoire est en fait son fils. Il règle alors les dettes de Grégoire, et fait sortir Grégoire et Moussa de prison.
En France, Innocent tombe amoureux de son ami Sébastien, mais il est maladroit dans sa déclaration, Sébastien croit qu'Innocent l'aime par amitié et non par amour. Entre-temps, ils vont à la préfecture pour qu'Innocent obtienne sa carte de séjour.
La maman de Sébastien a été hospitalisée, Innocent accompagne Sébastien à Lille, pour rendre visite à la maman malade. Le père de Sébastien héberge temporairement ces deux jeunes gens. Mais un jour, Sébastien craque dans la salle de bain, Innocent l'encourage à ne pas perdre espoir, sa maman va guérir ! À ce moment-là, les deux jeunes hommes sont de plus en plus proches, ils en viennent même à s'embrasser… le père de Sébastien les surprend et a un choc ! Il les chasse de chez lui, stupéfait que son fils soit gay ! Pauvre Innocent, et dire qu'il croyait que vivre pleinement son homosexualité en France était facile…

### Volume 7
Bintou est devenue une star de la télévision: elle joue le rôle principal dans un feuilleton intitulé Gâteuse de foyer, et vit dans une belle villa dans un quartier chic d'Abidjan. Mais certaines téléspectatrices ont du mal à faire la différence entre fiction et réalité et se mettent à la détester. Bintou est même agressée dans la rue. Elle est également choquée lorsqu'on lui demande de jouer le rôle d'une femme "libre" ayant des relations sexuelles en-dehors du mariage.
Aya et Affoué ont changé de filière universitaire, elles étudient désormais le droit. Elles doivent faire un stage dans un service juridique, et Aya se refuse à demander à Didier de la prendre comme stagiaire. Affoué et Maïmouna, une de leurs camarades, vont faire leur stage dans le service de Didier. Maïmouna trouve que Didier est un très bon parti, et décide de tenter sa chance. Aya, elle, se résout sans enthousiasme à faire son stage à la Solibra, l'entreprise où travaille son père.
La Solibra a d'ailleurs un nouveau directeur des ressources humaines: il s'agit de Grégoire, qui prétend être titulaire d'un master et a surtout été dûment pistonné par Bonaventure. Aya est très surprise de le retrouver à ce poste, elle refuse de prendre Grégoire au sérieux, et celui-ci interrompt immédiatement son stage. Mais Ignace, qui craint de perdre son poste, contraint Aya à présenter ses excuses à Grégoire, et elle poursuit finalement son stage.
Albert a décidé de quitter la maison familiale sans prévenir ses parents. Il veut loger en résidence universitaire, mais celle-ci est complètement saturée. Il se retrouve à sous-louer clandestinement la chambre d'un autre étudiant, avec plusieurs autres étudiants. Lorsque l'étudiant qui les héberge souhaite recevoir sa petite amie, ils doivent tous trouver abri dans d'autres chambres.
En France, Innocent se réjouit de l'arrivée au pouvoir de François Mitterrand, qui a promis de régulariser les sans-papiers. Il se rend compte rapidement que le fait de ne pas avoir un contrat de travail stable est un obstacle rédhibitoire à sa régularisation. L'employée de la préfecture lui conseille de se marier pour obtenir un permis de séjour. Innocent rejoint un mouvement de lutte en faveur des travailleurs sans-papiers. Il finit par se faire arrêter par la police, et doit quitter le territoire français. Sébastien est désespéré, et une de ses amies lesbiennes propose à Innocent de se marier.
Dans son village d'origine, Hyacinthe va consulter un marabout qui lui propose de guérir Albert de son homosexualité. Hyacinthe va demander à Aya de transmettre une lettre à Albert, dans lequel il lui propose de se réconcilier. Mais le plat qu'il lui sert est drogué, Albert s'endort, et Hyacinthe l'emmène au village en voiture.
Moussa et sa mère ne comprennent pas pourquoi Bonaventure favorise Grégoire d'une façon aussi flagrante. Bonaventure lui attribue le bureau de Moussa à la Solibra, et achète une belle villa pour Grégoire et sa mère. Moussa se saoule, cause des accidents de voiture. La police retrouve finalement la voiture qu'il conduisait dans la mer, lui-même est porté disparu.
Aya rend une visite surprise à Didier à son bureau, et elle le surprend avec Maïmouna. Ils semblent être intimes, et Aya repart, furieuse, sans que Didier se soit rendu compte de sa présence. Sur le campus, elle s'engage avec d'autres étudiants dans un mouvement revendiquant de meilleures conditions de vie et de logement pour les étudiants, mais les choses s'enveniment et elle se retrouve arrêtée par la police.
Bintou passe à la télévision pour expliquer qu'il ne faut pas la confondre avec les personnages qu'elle interprète, mais alors qu'elle se trouve en direct sur le plateau, l'émission est interrompue pour annoncer d'abord les troubles à l'université, avec images de l'arrestation d'Aya, puis l'assaut de sa villa par une foule furieuse qui l'incendie.

### Volume 8
Aya est libérée après que son père Ignace ait payé sa caution. Ignace lui reproche amèrement sa conduite, et Aya décide de quitter la maison parentale pour se réfugier chez Hervé. Fanta obtient qu'Aya et son amie Affoué puissent réintégrer l'université, et Aya reprend à contrecœur son stage à la Solibra. Didier essaie de renouer avec elle, mais Aya reste très méfiante. 
Moussa est retrouvé vivant, mais sérieusement blessé. Il est amené à l'hôpital, dans le coma, et sa mère Simone se précipite à son chevet. Vue la richesse de sa famille, Moussa sera bien soigné, ce qui ne sera pas le cas de Cyprien, un ami d'Aya grièvement blessé lors des incidents à l'université. 
À son réveil, Albert est stupéfait de se retrouver dans un lieu inconnu, parmi des gens tout aussi inconnus. L'homme chez qui il se trouve lui explique qu'il doit devenir un "vrai garçon", et le fait travailler aux champs avec sa famille. Albert enseigne la lecture à Myriam, la fille de son hôte, qui ne va pas à l'école car son père estime que l'école dévergonde les filles. 
Les fans de Bintou persistent à confondre fiction et réalité, pensant que l'incendie de sa maison est due à sa rivale dans la série. Mais ses malheurs provoquent un élan de sympathie envers elle. Bintou en profite pour demander un droit de regard sur le scénario de la saison à venir. 
À Paris, Sabine fait les démarches pour se marier avec Innocent, mais l'administration soupçonne qu'il pourrait s'agir d'un mariage blanc. Sébastien est opposé à ce projet qu'il juge risqué car Sabine et Innocent risquent la prison, il préfère emprunter la voie judiciaire pour essayer d'obtenir la régularisation d'Innocent. Mais Sabine et Innocent persistent dans leur démarche. Une enquête poussée va être faite sur leur couple. Sabine et Innocent se mettent alors à jouer la comédie du parfait couple amoureux, multipliant les activités communes et les gestes de tendresse. Ils se prennent tellement au jeu que Sébastien finit par les surprendre un matin dans le même lit. 
Adjoua se fait du souci pour son frère Albert et va demander de l'aide à Aya. Aya fait appel à sa mère, mais celle-ci estime le cas désespéré, et incite Aya à se concentrer sur ses problèmes à elle. De son côté, Albert se rend compte que son hôte veut le vendre comme esclave, et il décide de se déguiser en femme pour s'échapper. Il se rend à Abidjan, puis prend le bateau en direction de l'Europe, toujours travesti.

## Adaptations

### Adaptation au théâtre
Dans une interview en 2013, Marguerite Abouet mentionne l'existence d'une adaptation de la bande dessinée au théâtre faite au Mans.

### Adaptation au cinéma
Une adaptation de la bande dessinée en long métrage d'animation, Aya de Yopougon, coréalisée par Marguerite Abouet et Clément Oubrerie, a été annoncée en 2008 par le studio d'animation français Autochenille Production. La sortie du film, distribué par UGC, a lieu en 2013.

## Hommage

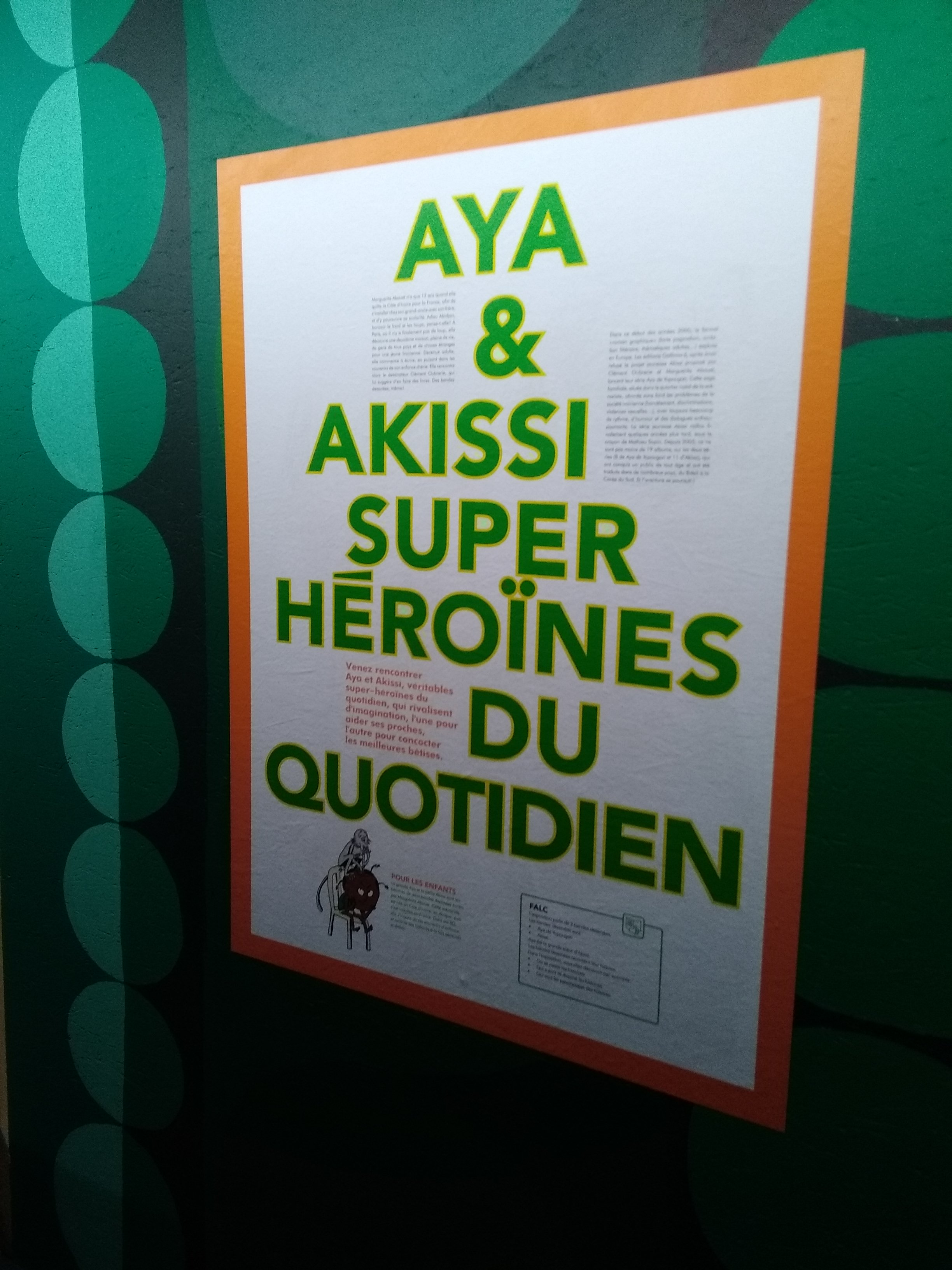
Panneau à l'entrée de l'exposition BDFIL 2024 à Lausanne, dédiée à Aya et Akissi.

Lors du festival annuel BDFIL, à Lausanne en 2024, une exposition retrace la série et met en avant les problèmes rencontrés par les femmes en Côte d'Ivoire, mis en avant par la série (mariage forcé, adultère, enfants non désirés...). 

### Documentation
- Paul Gravett (dir.), « Les années 2000 : Aya de Youpogon », dans Les 1001 BD qu'il faut avoir lues dans sa vie, Paris, Flammarion, 2012, 960 p. (ISBN 978-2-08-12777-3-1), p. 826.
- Christophe Quillien, « Femmes modernes et filles espiègles : Aya de Yopougon », dans Elles, grandes aventurières et femmes fatales de la bande dessinée, Paris et San Francisco, Huginn & Muninn, octobre 2014, 215 p. (ISBN 978-2-36480-185-1), p. 174–175.